# Andrea del Sarto

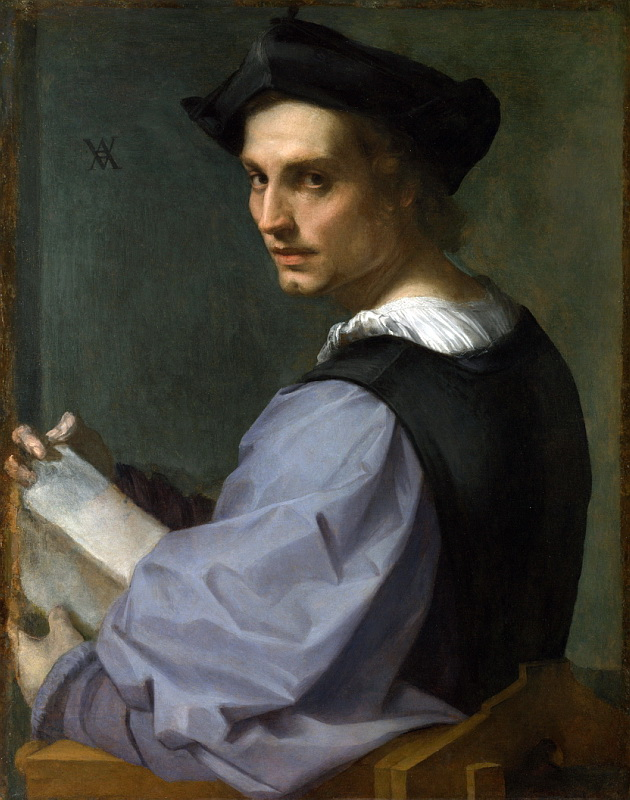
Portret rzeźbiarza długo uchodzący za autoportret Andrei del Sarto

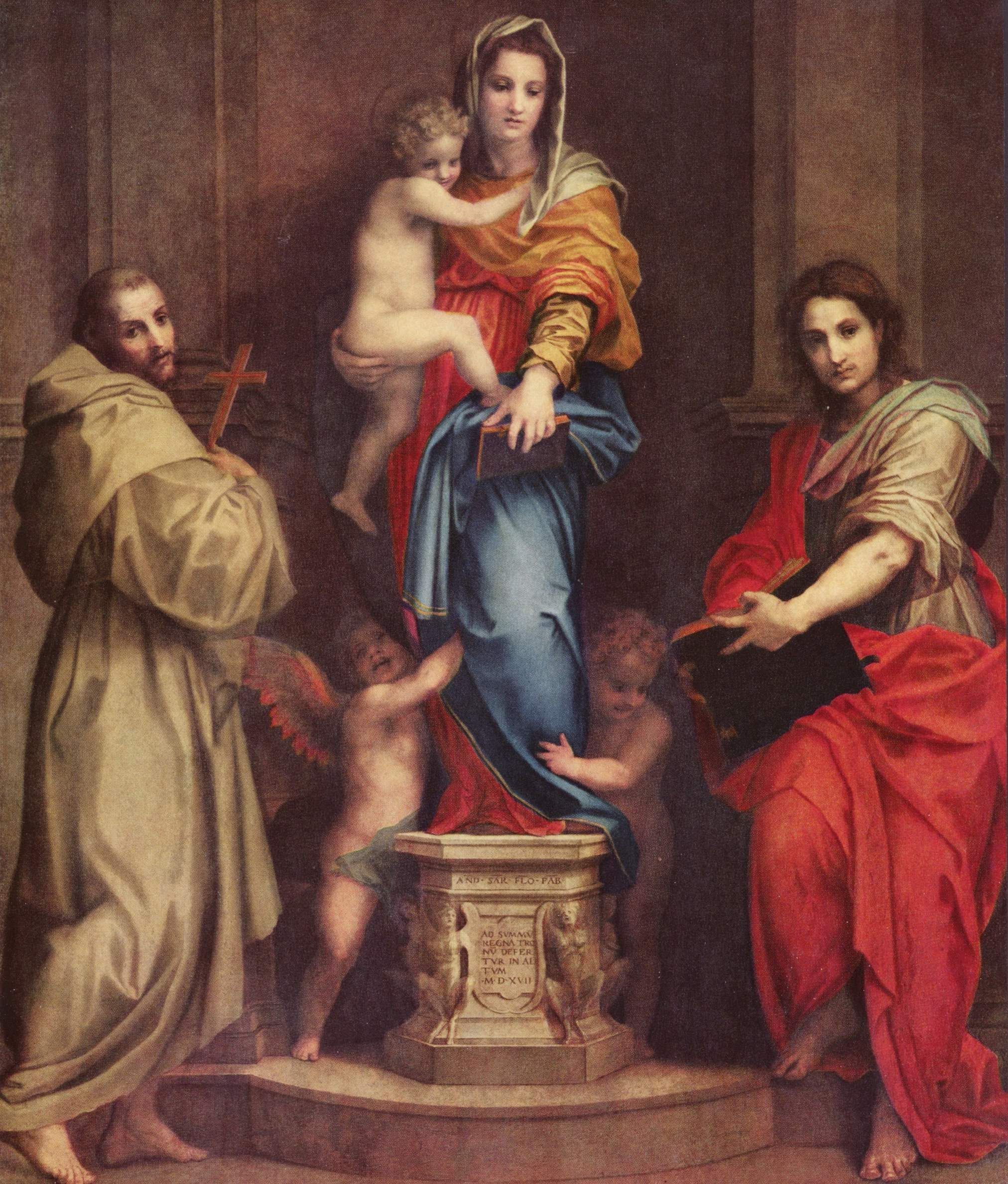
Madonna z harpiami (1517)

Andrea del Sarto właśc. Andrea d'Agnolo di Francesco di Luca (ur. 16 lipca 1486 we Florencji, zm. przed 29 września 1530 tamże) – włoski malarz renesansowy.
Urodził się w rodzinie mistrza sztuki krawieckiej, stąd jego przydomek del Sarto (dosł. "od Krawca"). Uczył się malarstwa najpierw u Gian Antonia Barilego, a potem w warsztacie Piera di Cosimo. W latach 1518–1519 przebywał we Francji na dworze Franciszka I.
Uważany jest za jednego z najwybitniejszych artystów pełnego renesansu. Kontynuował tendencję Piera di Cosimo do poetyckiej interpretacji pejzażu, wkrótce jednak uległ wpływom Leonarda, od którego przejął harmonię kompozycji, bezbłędny rysunek oraz problematykę światłocienia. Od Michała Anioła natomiast czerpał ekspresję dzieł. Podobnie jak Fra Bartolomeo, wielką rolę przyznawał kolorowi, co czyniło go najlepszym kolorystą włoskim spośród artystów tworzących poza Wenecją. Jego twórczość prócz poetyckości cechuje idealizacja i miękkość form, łącząca się z pewną powierzchownością.
Najgłośniejszym jego dziełem są freski w Santa Anunziata we Florencji (1504-1511) na temat życia św. Filipa oraz we florenckim Chiostro dello Scalzo (1511-1526) na temat życia św. Jana Chrzciciela utrzymane w monochromatycznej gamie brązów. Jest również wybitnym portrecistą (Portret rzeźbiarza).
W obrazach sztalugowych del Sarto często odchodzi od spokoju i zrównoważenia renesansu. Pozornie statyczna, symetrycznie skomponowana Madonna z harpiami jest wypełniona ruchem, skrętami ciał, wyszukanymi, nienaturalnymi pozami i gestami. Te manieryczne tendencje będą się z czasem pogłębiać, co można zauważyć w Ofiarowaniu Izaaka.

## Wybrane dzieła
- Zwiastowanie – 1512, olej na desce, 185 × 174,5 cm, Pałac Pitti
- Zaślubiny św. Katarzyny z Aleksandrii – ok. 1512-1513, olej na płótnie, 167 × 122, Gemäldegalerie w Dreźnie
- Narodziny Maryi – 1514, fresk, 410 x 340 cm, Santissima Annunziata we Florencji
- Madonna z harpiami – 1517, tempera na desce, 207 × 178 cm, Pałac Pitti
- Dysputa o Trójcy Świętej – ok. 1517, olej na desce, 215 × 175 cm, Galeria Palatyńska
- Pietà z Luco – ok. 1523, olej na desce, 238,5 × 198,5 cm, Pałac Pitti
- Madonna del Sacco – 1525, fresk, 191 x 403 cm, Santissima Annunziata we Florencji
- Odpoczynek Świętej Rodziny – 1525, w klasztorze Santa Annunziana
- Ostatnia Wieczerza – 1526-1527, w klasztorze San Salvi. Zgodnie z narastającą wówczas tendencją do większej rodzajowości del Sarto odszedł od obowiązujących dotąd schematów i wprowadził kompozycji postacie dwóch sług przyglądających się scenie z loggi. Jest to początek „uzupełniania” Ewangelii, które wkrótce zaprowadzi w Wenecji Veronesa przed trybunał inkwizycji.
- Ofiarowanie Izaaka – ok. 1527, olej na desce, 178 × 138 cm, Cleveland Museum of Art
- Święta Rodzina – ok. 1528, olej na desce, 135,9 × 100,6 cm, Metropolitan Museum of Art
- Madonna z Dzieciątkiem i św. Janem Chrzcicielem – ok. 1530, olej na desce, 61,5 × 48 cm, Muzeum Pałacu Króla Jana III w Wilanowie

Portrety
- Lukrecja del Fede – ok. 1513 i 1522